# Fist of the North Star: Ken´s Rage
Fist of the North Star: Ken's Rage, conocido originalmente en Japón como Hokuto Musou (北斗無双 Hokuto Musō), es un videojuego del género Beat'em up para las consolas PlayStation 3 y Xbox 360, desarrollado por Omega Force y publicado por Tecmo Koei. Se trata de un spin-off de la serie Dynasty Warriors basado en el manga de la franquicia El Puño de la Estrella del Norte creada por Buronson y Tetsuo Hara. Fue puesto a la venta por primera vez en Japón el 25 de marzo de 2010, y posteriormente se comercializó en América del Norte el 2 de noviembre de 2010 y en Europa el 5 de noviembre.
Su continuación, Fist of the North Star: Ken's Rage 2, apareció en 2013. 

## Sistema de juego
Los controles básicos y sistema de misiones son los mismos que la mayoría de los juegos en la serie Dynasty Warriors. Los personajes también pueden evadir ataques enemigos como los personajes de la serie Samurai Warriors. A pesar de que aquí también aparece en pantalla en todo momento el recuento de enemigos abatidos, estos no necesariamente aparecen alrededor del jugador y se ubican en ciertas secciones dentro de un área. Los enemigos son asesinados de manera similar a lo visto en el manga original, con gritos, abundante sangre y cuerpos reventados explotando.
- El jugador puede jugar en tres estilos diferentes de lucha que se encuentran entre los personajes: "Hokuto", "Nanto", o estilo "Único".
  - Los personajes de estilo "Hokuto" pueden identificar los puntos de presión secretos de su oponente en varias ocasiones, lo que permite provocar daño crítico sobre él.
  - Los luchadores de estilo "Nanto" pueden utilizar una técnica única llamada "Mikiri Kougeki", que les permite ver los inicios de los ataques de su oponente. Cuando el jugador y su oponente realizar simultáneamente un ataque fuerte, un botón de selección aparece en la pantalla en ese instante. Si los jugadores presionan con éxito el botón correcto en el momento en que aparece, el luchador "Nanto" instantáneamente esquivará el ataque y lanzará un ataque "Counter" (daño crítico). Después, por un corto tiempo, el luchador "Nanto" estará en un estado de poder que aumenta el daño de algunos de sus ataques normales por otros más potentes.
  - Los personajes de estilo "Único", como Mamiya y Jagi, se basan en ataques a distancia y pueden utilizar armas para ataques especiales contra sus enemigos. Estos personajes son para jugadores veteranos que quieran utilizar luchadores más difíciles de controlar.
- Un sistema de puntos de habilidad (similar a los vistos en los últimos juegos de Dynasty Warriors) también aparece en el juego. La principal diferencia de Ken's Rage es que el jugador necesita equipar habilidades personales con el fin de ampliar la curva de aprendizaje de su personaje. A medida que se superan las batallas, el jugador pueden optar por aprender cualquier técnica, técnicas legendarias y habilidades secundarias que desean para cada personaje en función de sus propias decisiones. Los puntos de habilidad se ganan mediante la recolección de unas bolas brillantes, o "karma", que se encuentran después de derrotar a los oponentes en el campo de batalla. También se pueden obtener realizando correctamente un "Musou Ranbu" (destrozar objetos, recoger pergaminos, completar misiones, o al terminar en un escenario con una alta calificación).
- El jugador puede realizar una guardia perfecta, o "Just Guard", contra los golpes de su oponente para brindar la oportunidad de efectuar más combos. Se requiere una sincronización precisa de lograr esta técnica de defensa.
- Los personajes también pueden agarrar oponentes, trepar paredes, o recoger y lanzar objetos. En ciertas misiones, es olbigatorio usar y lanzar estos objetos para despejar caminos alternativos a través de un área.
- Cada personaje puede realizar un movimiento llamado "Touki Kakusei", lo que aumenta momentáneamente los poderes de sus personajes sacrificando el indicador "Touki" (la energía para hacer técnicas legendarias).
- El jugador puede usar varias técnicas de su personaje tal cual aparecen en el manga original. Estas técnicas mortales (o ougi) es el equivalente al ataque "Musou" de Dynasty Warriors en este juego, lo que permite una invencibilidad momentánea y dañar de forma masiva a un enemigo (o a varios). Cuando se utiliza una técnica, el juego momentáneamente detiene la acción en el escenario hasta que se complete el movimiento. La naturaleza de la aplicación de una técnica varía con cada personaje.
- Los personajes pueden tener múltiples técnicas equipadas a la vez y se pueden intercambiar. Hay varias técnicas nuevas para los personajes que se hicieron exclusivamente para este juego.
- Cada personaje tiene su técnica legendaria única, o "Shin Denshou Ougi", que puede matar instantáneamente multitud de oponentes débiles si se realiza correctamente.
- Otra habilidad a disposición de cada personaje es el "Musou Ranbu", que es un golpe de gracia especial que solo puede ser usada contra oponentes debilitados en los duelos. Durante la secuencia, los jugadores tendrán que pulsar una serie de botones de aparecen en la pantalla (a modo de QTE) para golpear a sus enemigos de manera fulminante. Estas secuencias se ejecutan de una manera similar a los duelos vistos en Dynasty Warriors: Gundam 2, excepto que los jugadores tienen que introducir una serie más larga de combinaciones de botones para tener éxito. Si el jugador se equivoca al introducir la secuencia de botones, perderá salud como penalización.
- El jugador también pueden burlarse de los enemigos en el juego con sus personajes. Al burlarse de los enemigos, estos pueden hacer que se enfurezcan y sean más difíciles de derrotar. Sin embargo, las burlas provocan que todos los enemigos cercanos al jugador se acerquen a él rápidamente, lo que permite al jugador atraer a los enemigos hasta un punto y eliminarlos con un fuerte ataque. Las burlas no funcionan con los jefes finales (los enemigos que poseen barras de salud visibles en la parte inferior de la pantalla).
- Cuando un personaje ha sufrido muchos daños, su aspecto físico puede cambiar para reflejar los cambios en su medidor de la vida. Por ejemplo, si Kenshiro es herido por una explosión, las partes de la camisa se verán rasgadas.

## Modos de juego

### Modo Leyenda
De manera similar a los modos principales que aparecen en los juegos de la sub-serie Dynasty Warriors: Gundam, el "Modo Leyenda" permite jugar la historia que sigue fielmente el manga original. La historia abarca la primera mitad del manga, desde los comienzos de Kenshiro hasta que se enfrenta a Raoh por el derecho de la sucesión de Hokuto Shinken. Kenshiro, Rei, Mamiya, Toki y Raoh se pueden controlar en este modo.

### Modo Sueño
Este modo narra una historia creada para el juego que permite jugar con el resto de personajes que aparecen en el "Modo Leyenda". Cada personaje cuenta con una perspectiva o arco de la historia diferente dentro del modo. Completar escenarios con los personajes en esta sección permite desbloquear más personajes para este modo.

### Modo Desafío
Este modo se desbloquea una vez que el jugador supera el "Modo Leyenda" con Kenshiro. Permite al jugador luchar contra una sucesión continua de enemigos. El jugador puede enfrentarse al mismo tiempo a los cuatro candidatos a Hokuto, los seis Nanto Seiken, entre otros retos. Es muy similar a los modos "Supervivencia" vistos en otros juegos.

### Modo Introducción
Es el tutorial del juego. Al principio solo permite jugar con Kenshiro (Hokuto Tipo), pero a medida que se desbloquean a los personajes Rei (Tipo Nanto) y Mamiya (tipo único) también se pueden utilizar.

### Galería
Este modo permite visualizar imágenes, escuchar todas las músicas del juego, y ver las películas desbloqueadas. También incluye una opción para consultar el tiempo de juego acumulado y el número total de muertes enemigas.

### Configuración
El jugador puede modificar los botones, ajustar el sonido, o desactivar los indicadores en la pantalla. Hay tres dificultades: "Fácil", "Normal", y "Difícil". También dispone de una opción para ajustar el nivel de violencia del juego: "Extreme" mantiene la sangre y el gore, mientras que "Suave" desactiva todo esto. En las versiones americana y europea, también hay una opción para cambiar las voces del juego entre inglés o japonés.

## Personajes

### Personajes jugables
- Kenshiro (Katsuyuki Konishi)
- Raoh (Fumihiko Tachiki)
- Toki (Tomokazu Seki)
- Jagi (Wataru Takagi)
- Rei (Takehito Koyasu)
- Shin (Tomokazu Sugita)
- Mamiya (Naomi Shindo)
- Souther (Nobutoshi Canna)
- Heart (Takahiro Fujimoto)
- Outlaw (solo DLC)

### Personajes no jugables
- Yuria (Hoko Kuwashima)
- Bate (Umeka Shoji)
- Rin (Kanae Itō)
- Zeed (Shunzo Miyasaka)
- Fang (Kōhei Fukuhara)
- Amiba (Tomokazu Seki)
- Juda (Keisuke Baba)
- Uigur (Ryuzaburo Ōtomo)
- Juza (Masaya Takatsuka)
- Fudo (Hiromu Miyazaki)
- Shuu (Takahiro Yoshimizu)
- Airi (Umeka Shoji)
- Ryuga (Takeshi Mori)
- Narrador (Norio Wakamoto)

## Producción
Hokuto Muso fue anunciado originalmente como un "título misterioso" durante el Tokyo Game Show de 2009 y se dio a conocer públicamente durante un evento mediático el 14 de octubre de 2009 (transmitido en vivo en el sitio web de cine japonés, Nico Nico Douga). Su historia y los personajes se basan en el famoso manga japonés y anime El Puño de la Estrella del Norte. Tetsuo Hara y Buronson, el ilustrador y escritor respectivamente del cómic original, expresaron su apoyo y entusiasmo por el juego.
Hisashi Koinuma, productor del juego, dijo que el equipo de desarrollo tenía como objetivo crear una "nueva sensación realista" para El Puño de la Estrella del Norte sin dejar de ser fiel a las raíces del original. Durante este proceso, mostró su preocupación por la estructura del cuerpo de los personajes, los músculos y otros pequeños detalles (como perfeccionar el modelo para la frente arrugada de Raoh). Señaló que el modo oficial para este título tendría mucha más acción y aventura que otros juegos de Dynasty Warriors hasta el momento.
- Datos: Q2614977